# Kielbolzen

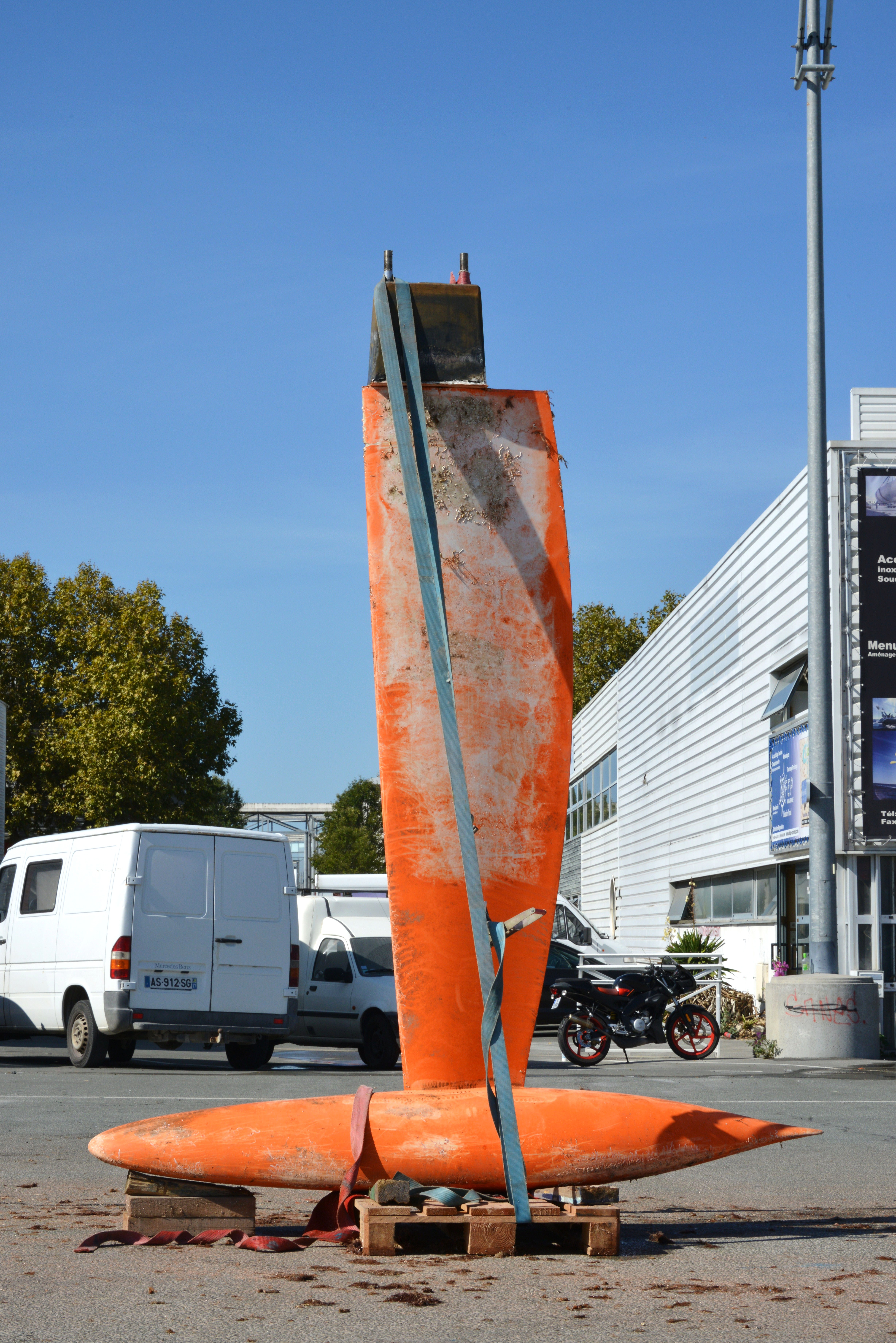
Kielfinne mit darunterliegender Kielbombe einer Class40-Yacht, oben die beiden Kielbolzen

Die Kielbolzen stellen die feste Verbindung zwischen dem schweren Kiel oder der Kielfinne mit der anhängenden Kielbombe und dem Schiffsrumpf sicher. Sie sind meist direkt mit dem Kiel verbunden und werden mit Muttern, die mit Kontermuttern gegen Lösen gesichert werden, fest mit dem Rumpf verschraubt. Da man versucht, mit möglichst wenigen Kielbolzen auszukommen, um Rumpfdurchbrüche zu minimieren, sind die Kielbolzen sehr groß dimensioniert, um die hohen dynamischen Kräfte, die auf den Kiel wirken, übertragen zu können.